# علی‌آباد (زز شرقی)
علی‌آباد یک روستا در ایران است که در دهستان زز شرقی شهرستان الیگودرز واقع شده‌است. علی‌آباد ۱۷۲ نفر جمعیت دارد.